# Кекоселькя
Ке́коселькя (фин. Kekoselkä) — посёлок в составе Кааламского сельского поселения Сортавальского района Республики Карелия.

## Общие сведения
Расположен вблизи станции железной дороги Кааламо перегона Рюттю — Маткаселькя.

## Население
| 2002 | 2009 | 2010 | 2013 |
| ---- | ---- | ---- | ---- |
| 11   | →11  | ↘3   | →3   |